# Nina West
Nina West es el nombre artístico de Andrew Robert Levitt, una drag queen, activista, actor y cantautor estadounidense residente en Columbus, Ohio. Saltó a la fama nacional por su aparición en la undécima temporada de RuPaul's Drag Race, donde quedó en sexto lugar y ganó el premio de Miss Simpatía. Fue nombrada la artista local más importante de 2019 por Columbus Underground. West también ha lanzado tres EPs: Drag Is Magic, John Goodman y The West Christmas Ever, todos publicados en 2019.

## Educación
Levitt se crio en Greentown (Ohio). Se graduó de la Universidad Denison con una licenciatura en teatro. Planeaba dedicarse a la actuación, pero decidió no mudarse a Nueva York debido a los atentados del 11 de septiembre.

## Carrera

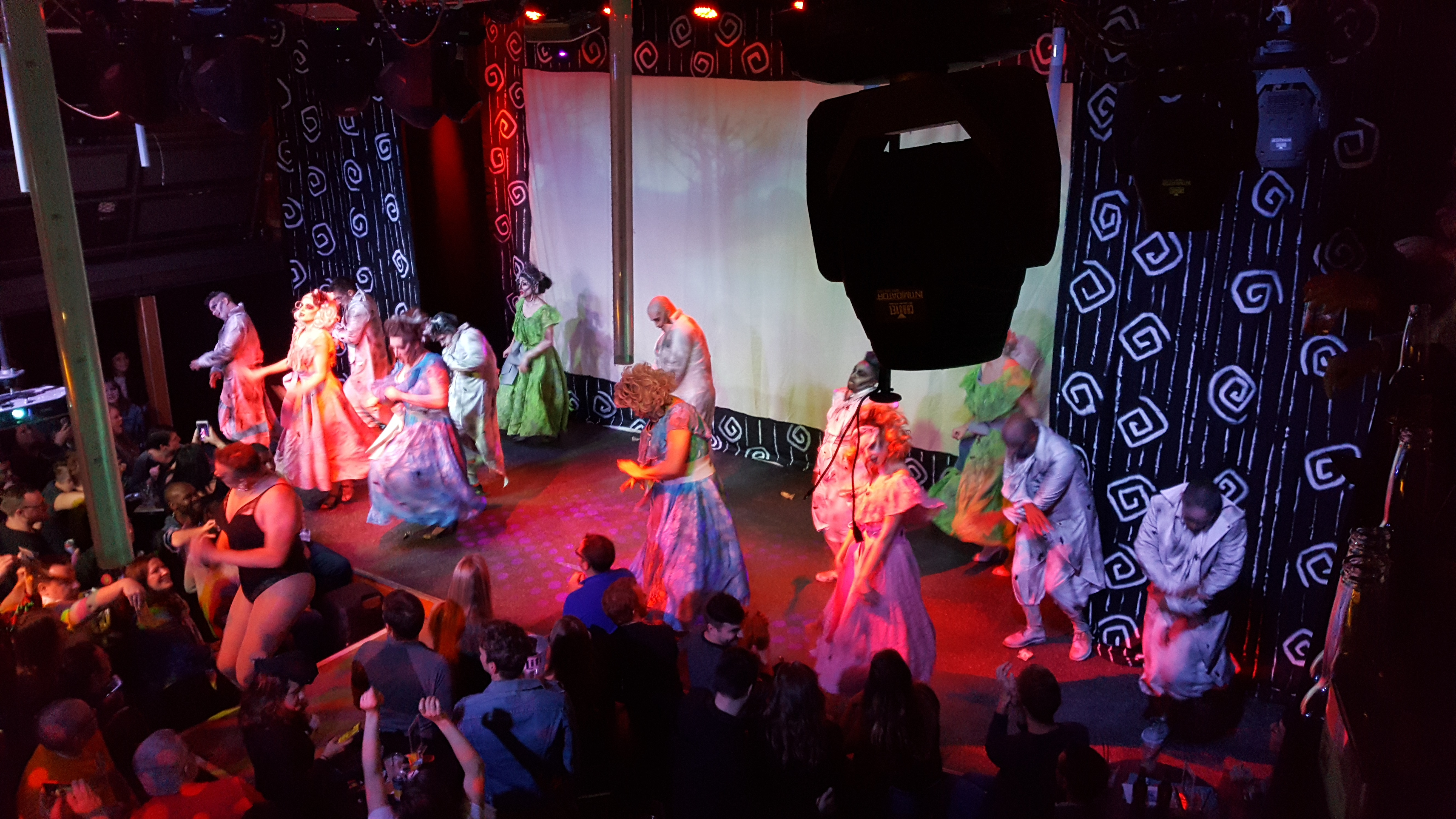
West actuando en su espectáculo anual de Halloween, Axis Nightclub, 2018.

West comenzó a trabajar como drag en 2001. Su madre drag es Virginia West. Presenta el espectáculo anual "Heels of Horror" en Axis Nightclub, y también ha presentado el concurso "So You Think You Can Drag?" En 2008, ganó el premio Entertainer of the Year; su conjunto inspiró más tarde el atuendo de la cantante Sia en el Festival de Música y Artes de Coachella Valley de 2016. West fue incluida en la lista "40 Under 40" de Columbus Business First en 2018. Levitt trabajó como estratega de medios sociales para Axis Nightclub a partir de 2018 y ha hecho medios sociales y marketing para Union Cafe desde 2013.
West compitió en la undécima temporada de RuPaul's Drag Race. Anteriormente había audicionado para el programa nueve veces, pero no logró entrar en la selección final del elenco. Ganó el tercer episodio por su actuación en el desafío Diva Worship, e interpretó a Sarah Sanders en el cuarto episodio, "Trump: The Rusical". En el desafío "Snatch Game", se convirtió en la primera reina en la historia del programa en imitar a alguien del Match Game original, con su imitación de Jo Anne Worley. Luego ganó el desafío "Dragracadabra" en el décimo episodio. Fue eliminada en el siguiente episodio, perdiendo un lip sync contra Silky Nutmeg Ganache. Posteriormente fue coronada Miss Simpatía en el final de la serie.
Tras su eliminación, varias celebridades y figuras públicas tomaron las redes sociales para expresar su apoyo a Nina West, incluidos Alexandria Ocasio-Cortez y Scott Hoying. West informó que Rihanna le envió un mensaje privado tras su eliminación.
Una calle en Columbus fue nombrada en honor a Levitt, llamada "The Nina West Way". Fue entrevistada junto a Adore Delano y Monet X Change para un episodio de The View en junio de 2019. Protagonizó Coaster, un cortometraje animado dirigido y producido por Amos Sussigan y Dan Lund. Asistió a la 71.ª edición de los Premios Primetime Emmy, donde se convirtió en la primera persona en caminar por la alfombra púrpura vestida completamente de drag. West fue anunciada como parte del elenco de la primera temporada de RuPaul's Secret Celebrity Drag Race, un spin-off en el que los exalumnos de Drag Race transforman a las celebridades en drag queens, que se estrenará en 2020.
Desde Drag Race, West ha protagonizado varios anuncios, con algunas de las marcas como Pantene, Pepsi, y OraQuick, además de participar en campañas para películas como Trolls World Tour y Maleficent: Mistress of Evil. El 5 de junio de 2021, el canal de televisión infantil Nickelodeon lanzó un anuncio en el que aparecía West para explicar a los niños el significado del Orgullo como parte de su celebración del mes del Orgullo.
Nina West interpretó a Edna Turnblad en el musical Hairspray durante la gira nacional de 2021-2022.

### Música

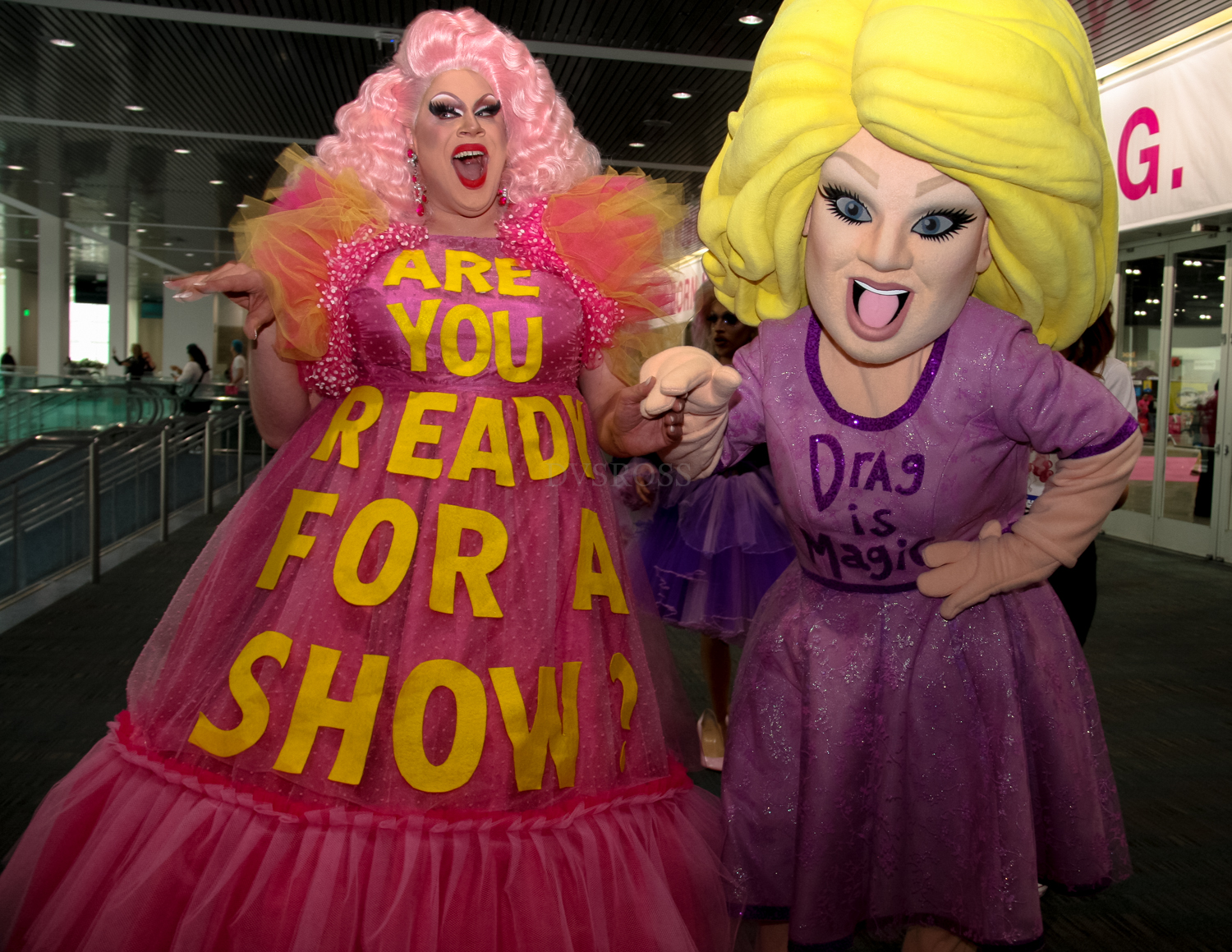
West promocionando Drag Is Magic en la RuPaul DragCon 2019 en Los Ángeles

Tras su eliminación, West anunció que lanzaría un álbum de música infantil, Drag Is Magic, y un EP cómico, John Goodman, para el 17 de mayo de 2019. Lanzó un video musical para su primer sencillo "Hucks" el 10 de mayo de 2019.

## Vida personal y filantropía
Levitt vive en Columbus (Ohio), es gay y defensor y recaudador de fondos para la comunidad LGBTQIA. Se ha centrado en las pruebas del VIH/sida y el sexo seguro, la igualdad matrimonial y los derechos de los transexuales. El Fondo Nina West, establecido en The Columbus Foundation c. 2015, se cree que es el único "fondo apoyado por drag-queen de su tipo" en los Estados Unidos. El fondo ha recaudado más de 2 millones de dólares, apoyando a organizaciones benéficas como la ACLU de Ohio (derechos fundamentales), Dress for Success Columbus (desarrollo profesional para mujeres), Equitas Health (centrada en el tratamiento del VIH/sida), y Kaleidoscope Youth Center (el mayor centro juvenil LGBTQIA de Ohio).
En 2017, recibió el premio Create Columbus Commission Visionary Award del Columbus City Council y un premio a la igualdad de la Human Rights Campaign capítulo Columbus.

## Discografía

### Reproducciones extendidas
| Título                  | Detalles                                                                                                | Máximas posiciones en las listas | Máximas posiciones en las listas |
| Título                  | Detalles                                                                                                | US Kids                          | US Comedy                        |
| ----------------------- | --- | -------------------------------- | -------------------------------- |
| Drag Is Magic           | - Estreno: 17 de mayo de 2019 - Disquera: Producer Entertainment Group - Formats: Descarga digital      | 9                                | —                                |
| John Goodman            | - Estreno: 17 de mayo de 2019 - Disquera: Producer Entertainment Group - Formatos: Descarga digital     | —                                | 2                                |
| The West Christmas Ever | - Estreno: 8 de noviembre de 2019 - Disquera: Producer Entertainment Group - Formatos: Descarga digital | —                                | 5                                |

### Sencillos
| Título                                         | Año  | Álbum        |
| ---------------------------------------------- | ---- | ------------ |
| "Hucks"                                        | 2019 | John Goodman |
| "Treat Yourself”                               | 2019 |              |
| "Lisa Frankenstein" (junto con Bobby Moynihan) | 2019 |              |
| "Nina the Vampire Slayer"                      | 2020 |              |
| "Quarantine Dream"                             | 2020 |              |

## Filmografía

### Cine
| Año  | Título                       | Papel      | Notas        |
| ---- | ---------------------------- | ---------- | ------------ |
| 2019 | Coaster                      | Nina       | Cortometraje |
| 2019 | Ru's Angels                  | Ella misma | Cortometraje |
| 2022 | Weird: The Al Yankovic Story | Divine     |              |

### Televisión
| Año  | Título                                 | Papel        | Notas                     | Ref    |
| ---- | -------------------------------------- | ------------ | ------------------------- | ------ |
| 2019 | RuPaul's Drag Race                     | Himself      | Concursante (sexto lugar) | [ 15 ] |
| 2019 | RuPaul's Drag Race: Untucked           | Himself      | Concursante (sexto lugar) | [ 15 ] |
| 2019 | The View                               | Himself      | Invitada                  | [ 26 ] |
| 2020 | RuPaul's Celebrity Drag Race           | Himself      | Mentora                   | [ 29 ] |
| 2021 | RuPaul's Drag Race (temporada 13)      | Himself      | Invitada                  |        |
| 2021 | NewsBeat                               | Himself      | Coanfitriona              | [ 47 ] |
| 2021 | Blue's Clues & You                     | Parade MC    | (voz)                     |        |
| 2021 | Dragging the Classics: The Brady Bunch | Alice Nelson |                           | [ 48 ] |
| 2023 | Drag Me to Dinner                      | Ella misma   | original de Hulu          | [ 49 ] |

### Teatro
| Año  | Título    | Papel         | Teatro        | Ref(s) |
| ---- | --------- | ------------- | ------------- | ------ |
| 2021 | Hairspray | Edna Turnblad | Tour nacional | [ 50 ] |

### Vídeos musicales
| Año  | Título              | Artista          | Papel                       | Ref    |
| ---- | ------------------- | ---------------- | --------------------------- | ------ |
| 2019 | "Scores"            | Kahanna Montrese | Entrenadora                 | [ 51 ] |
| 2019 | "Hucks"             | Ella misma       | Sarah Sanders, Donald Trump |        |
| 2019 | "Drag Is Magic"     | Ella misma       |                             | [ 52 ] |
| 2019 | "Treat Yourself"    | Ella misma       |                             | [ 53 ] |
| 2019 | "Lisa Frankenstein" | Ella misma       |                             | [ 54 ] |
| 2020 | "Nerves of Steel"   | Erasure          | Ella misma                  | [ 55 ] |

### Series web
| Año  | Título            | Papel      | Ref.   |
| ---- | ----------------- | ---------- | ------ |
| 2019 | Watcha Packin’    | Ella misma | [ 56 ] |
| 2019 | Queen to Queen    | Ella misma | [ 57 ] |
| 2021 | What's My Game?   | Ella misma | [ 58 ] |
| 2021 | Drag Queens React | Ella misma | [ 59 ] |